# Lucas Valley-Marinwood
Lucas Valley-Marinwood is een plaats (census-designated place) in de Amerikaanse staat Californië, en valt bestuurlijk gezien onder Marin County.

## Demografie
Bij de volkstelling in 2000 werd het aantal inwoners vastgesteld op 6357.

## Geografie
Volgens het United States Census Bureau beslaat de plaats een oppervlakte van
14,5 km², geheel bestaande uit land.

## Plaatsen in de nabije omgeving
De onderstaande figuur toont nabijgelegen plaatsen in een straal van 8 km rond Lucas Valley-Marinwood.

## Geboren
- Debrah Farentino (30 september 1959), actrice